# Kvam (Vestland)
Kvam is een gemeente in de Noorse provincie Vestland. De gemeente telde 8423 inwoners in januari 2017.
In Kvam is de waterval Steinsdalsfossen.

## Plaatsen in de gemeente
- Ålvik
- Norheimsund
- Øystese
- Ploganes

## Geboren
- Svein Rosseland (1894-1985), astrofysicus

Alver ·  Askvol · Askøy · Aurland · Austevoll · Austrheim · Bergen · Bjørnafjorden · Bremanger · Bømlo · Eidfjord · Etne · Fedje · Fitjar · Fjaler · Gloppen · Gulen · Hyllestad · Høyanger · Kinn · Kvam · Kvinnherad · Luster · Lærdal · Masfjorden · Modalen · Osterøy · Samnanger · Sogndal · Solund · Stad · Stord · Stryn · Sunnfjord · Sveio · Tysnes · Ullensvang · Ulvik · Vaksdal · Vik · Voss · Øygarden · Årdal

Fylker van Noorwegen